# 齋藤浩史
齋藤 浩史（さいとう ひろし、Hiroshi JB SAITO、1971年8月20日 - ）は、J-Bizエデュケーション株式会社の代表取締役。現在マサチューセッツ州立大学MBAでオペレーション基礎と組織行動論を教えると同時に、杉並区方南町にて英検やグローバル人を育てる「英語専門塾　塾プラス」を経営。

## 来歴
長崎県出身、東京育ち。杉並区済美小学校、佼成学園中学・高校卒業。
20歳の時に俳優になるため渡米、ニューヨークHB Studioで舞台経験を積むが断念。元ゴールドマンサックス出身のヘッジファンドにインターンとして入り、金融への興味を持つ。
ゴールドマンサックスやその他外資/日系投資銀行で、中東、東南アジアの財務省や世銀などの資金調達業務に関わる。
上智大学大学院の修士号と英国国立バーミンガム大学MBAのダブルマスター。
2022年1月　「株式会社FIRST AGENT」と業務提携（文化人登録）

### 書籍
会計ファイナンス
- 「タイパ コスパがいっきに高まる決算書の読み方」(東洋経済新報社)　2023年9月

- 「GAFAの決算書」(かんき出版)　2020年6月
- 「50の英単語で英文決算書を読みこなす」(中央経済社)　2019年10月

ビジネス英語
- 「MBA流伝わる英語プレゼン: すぐに使えるフレームワーク」(中央経済社)　2021年9月
- 「英語で説明する全技術」(秀和システム)　2017年8月
- 「外資系金融の英語」(中央経済社)　2016年8月

### 雑誌
- 「決算書で儲ける」 "ビジネスパーソンが"効率よく"決算書を読むコツ"」(週刊東洋経済)　2024年6月8日号
- 「決算書で儲ける」 "｢M&Aの効果｣は決算書のどこを見ればわかるか"」(週刊東洋経済)　2024年6月8日号
- 連載「クイズと事例で頭に入る！決算書の読みどころ」(ダイヤモンドオンライン)　2020年11月-
- 「Newspicks」2019年３月号
- 「製薬会社の30代の経営企画職がMBAで得た5つの成果」記事寄稿　(ダイヤモンドオンライン)2019年1月
- 「MBAホルダーは会社では使えない!?「MBA懐疑論」は正しいか」記事寄稿　(ダイヤモンドオンライン)　2018年11月
- その他プレジデントオンライン等多数　寄稿

### テレビ
- 「サンデーニュースBIZ スクエア」(BS TBS)「GAFA決算 コロナ禍最高益の訳」コメンテーター　2021年2月7日放送